# 万寿森古墳
万寿森古墳（まんじゅもりこふん）は、山梨県甲府市湯村にある古墳。形状は円墳。山梨県指定史跡に指定されている。

## 立地と地理的・歴史的景観
甲府盆地の北縁に位置し、湯村山南の山裾に立地する。標高は300メートル付近。
荒川東岸の甲府市湯村・千塚・羽黒町・山宮町一帯は古くから千塚・山宮古墳群と呼ばれる古墳群が濃密に分布する地域として知られる。まず千塚の榎田遺跡が弥生時代から平安時代の集落遺跡として知られ、弥生時代の方形周溝墓が検出されており、古墳後期に最盛期を迎える。
万寿森古墳の西北西に所在する加牟那塚古墳は6世紀後半の築造で、笛吹市御坂町井ノ上の姥塚古墳に次ぐ山梨県下に第二位の規模の古墳であることで知られる。ほか、羽黒町のおてんぐさん古墳（天狗山古墳）は6世紀代に築造された積石塚の円墳で、甲府盆地北縁に分布する渡来人墓制である積石塚の西端に位置づけられている。湯村山西麓には大平古墳群が所在している。古代の律令制下では巨摩郡に含まれる。
万寿森古墳は湯村山南麓に分布する湯村山古墳群のひとつで、万寿森古墳のほか10数基の古墳が確認されているが、これらの古墳群は多くが開発により消失している。

## 規模と築造年代

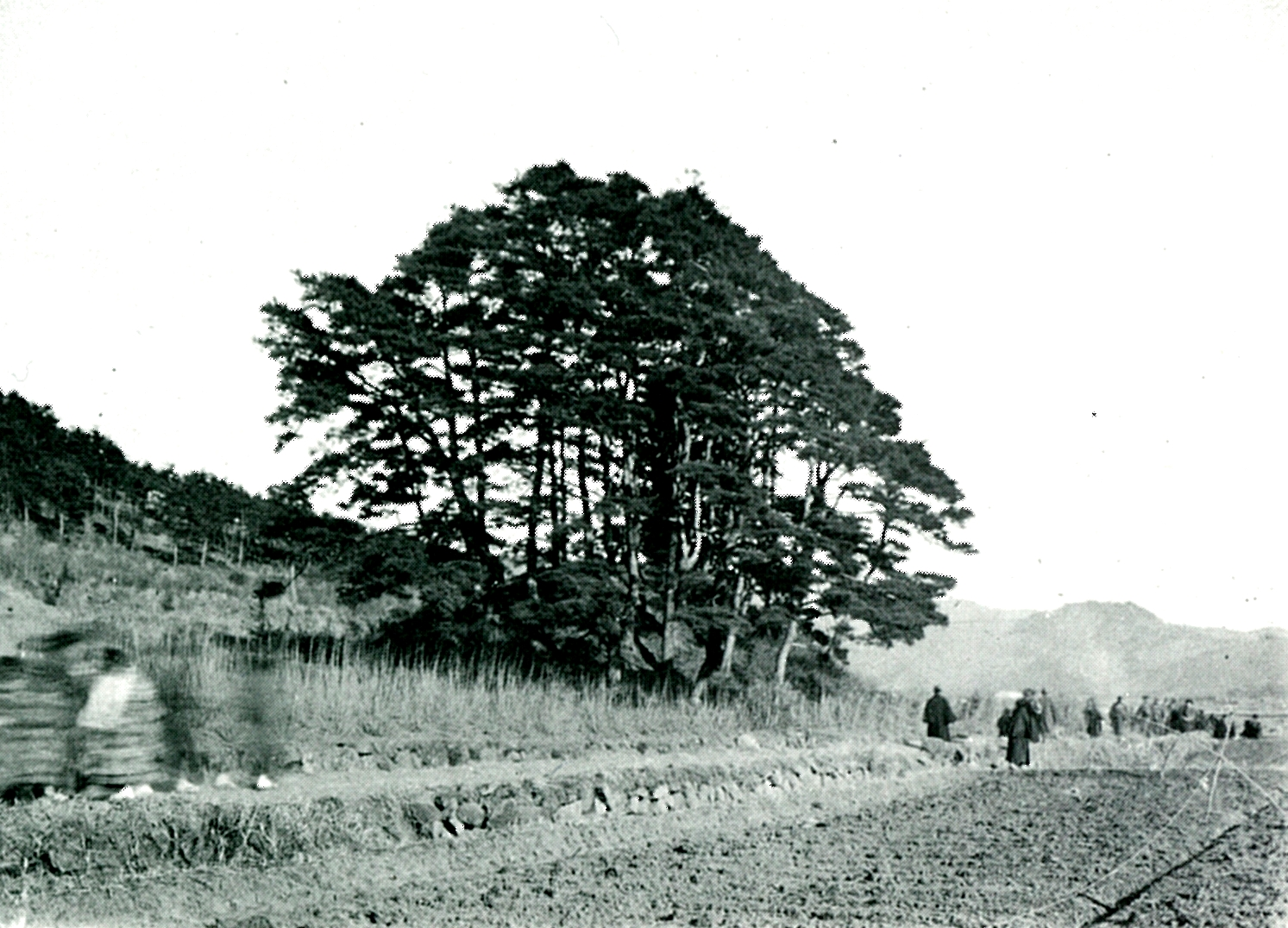
大正初期頃に撮影された万寿森古墳。南西側より。今日は宅地化が進み、このような角度からの撮影はできない。

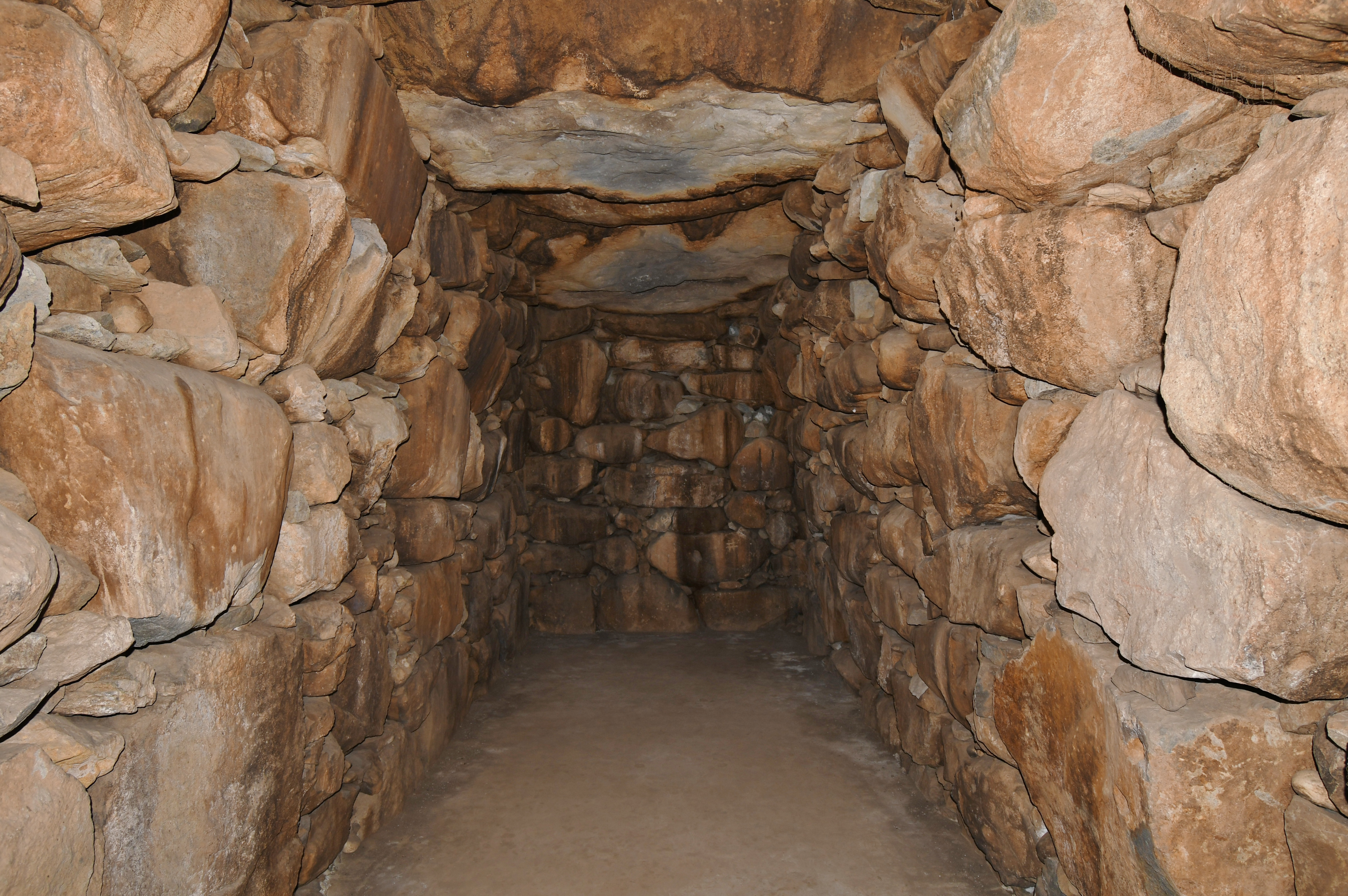
石室 玄室

万寿森古墳の規模は東西31メートル、南北38メートル、高さ5メートル。主体部の保存状態は良好であるが、後述の通り江戸時代から石室を利用された痕跡が見られる。主体部は南に開口する両袖形の横穴式石室で、安山岩の自然石による乱石積み（小口積み・横口積み）。石室の部材は50センチから80センチの比較的小型の石材が使われている点が指摘される。
石室の全長は14.2メートル、玄室長7.9メートル、羨道長5.3メートル。主軸は南北。石室幅は奥壁付近で2.44メートル、玄室部の袖側で1.61メートル、羨道入口で1.55メートル。高さは後述の通り床面が後代にコンクリート舗装されているため正確には不明であるが、最大で3.3メートルを測っており、数10センチの幅が想定されている。
副葬品や埴輪・葺石・周溝など外部施設は知られておらず、正確な築造年代も不明。近在の甲府市千塚の加牟那塚古墳や、笛吹市御坂町の姥塚古墳では大型石材が用いられているため、万寿森古墳はこれに先行する築造であるとも考えられている。
江戸後期の『甲斐国志』によれば万寿森古墳は古くから存在を知られており、江戸時代には石室を煙硝の保管庫として利用し「煙硝蔵」と称されていた。近代にもホテルの倉庫として利用されており、開口部には扉が取り付けられ、床面にはコンクリートが敷かれている。

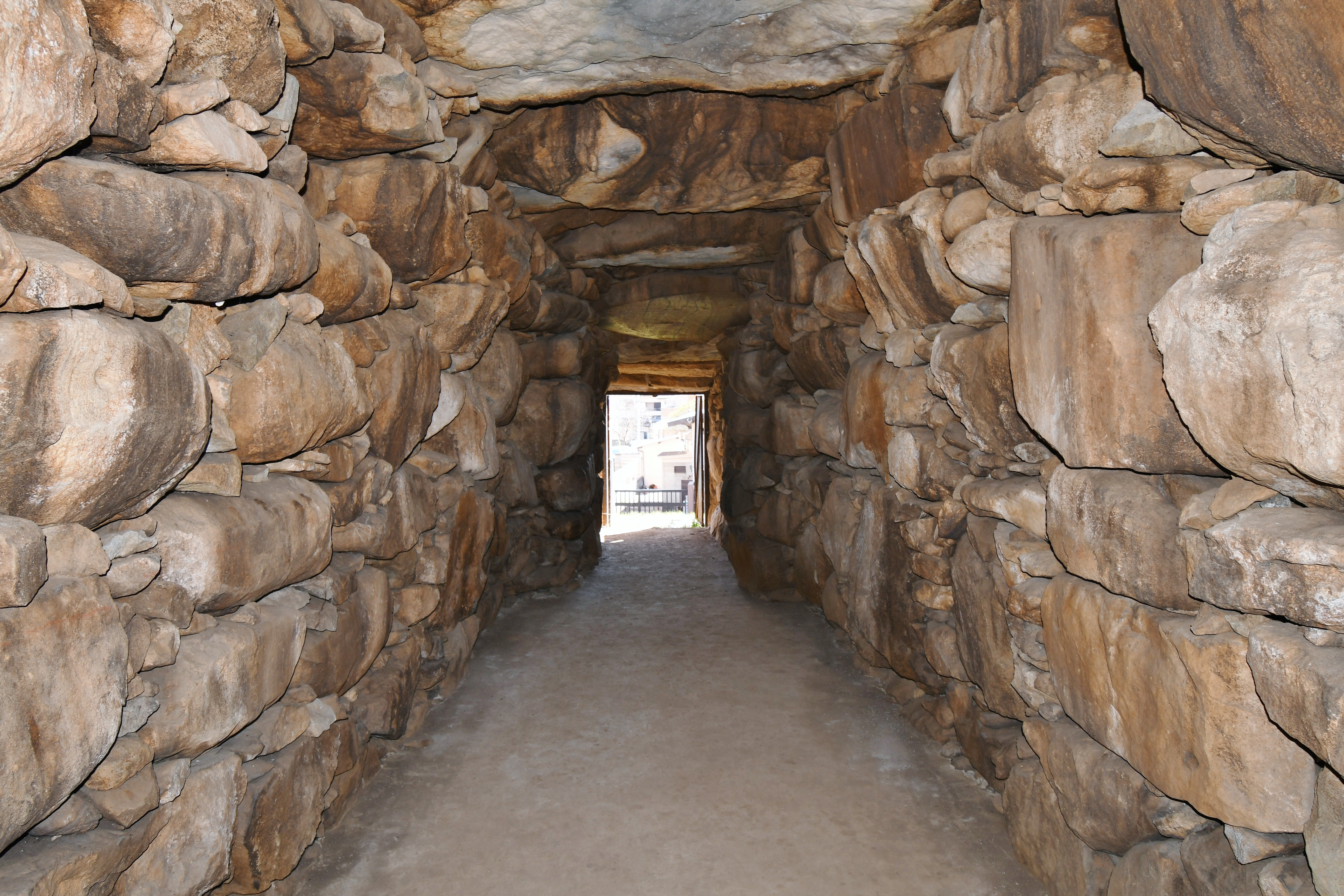
玄室（開口部方向）
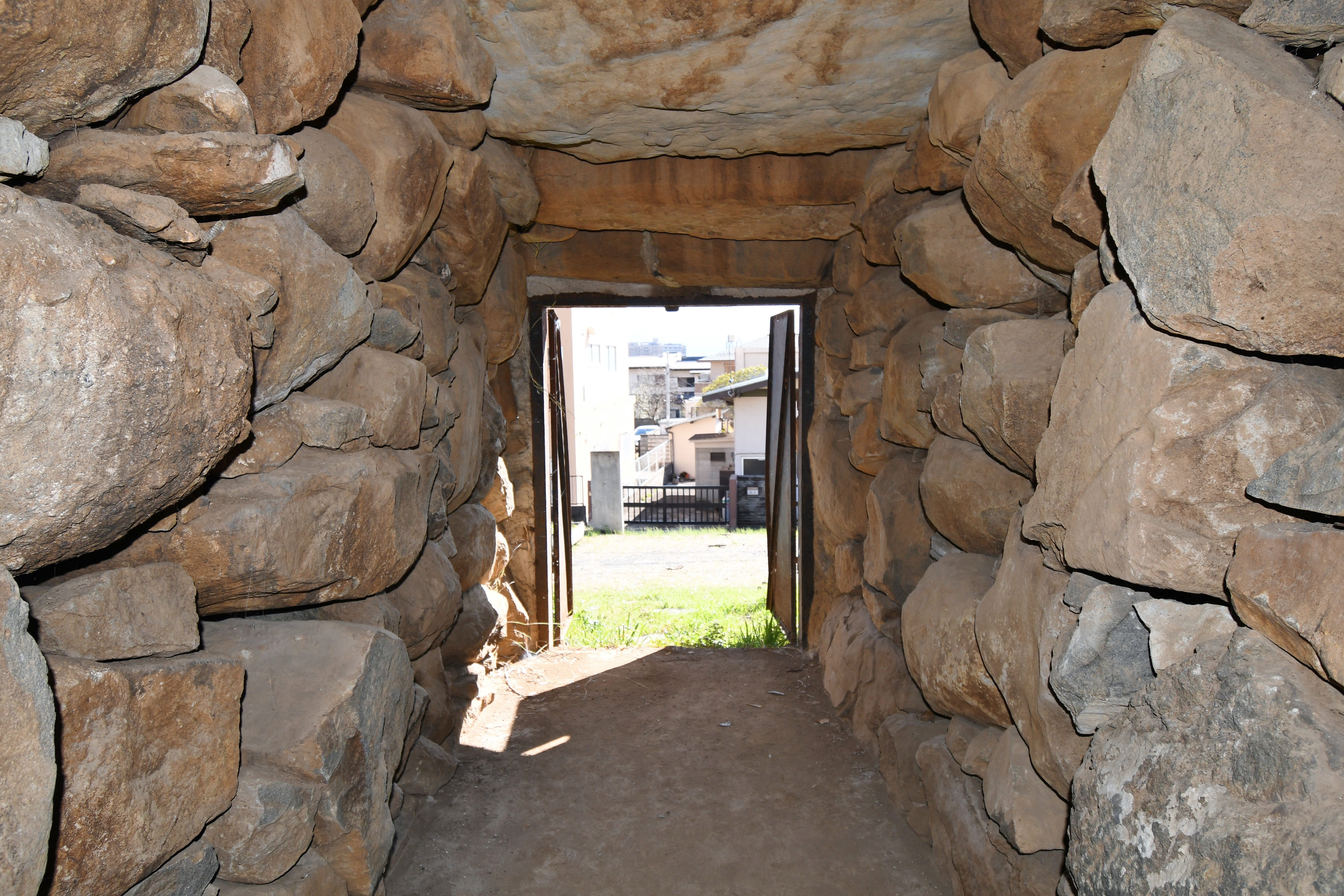
羨道（開口部方向）
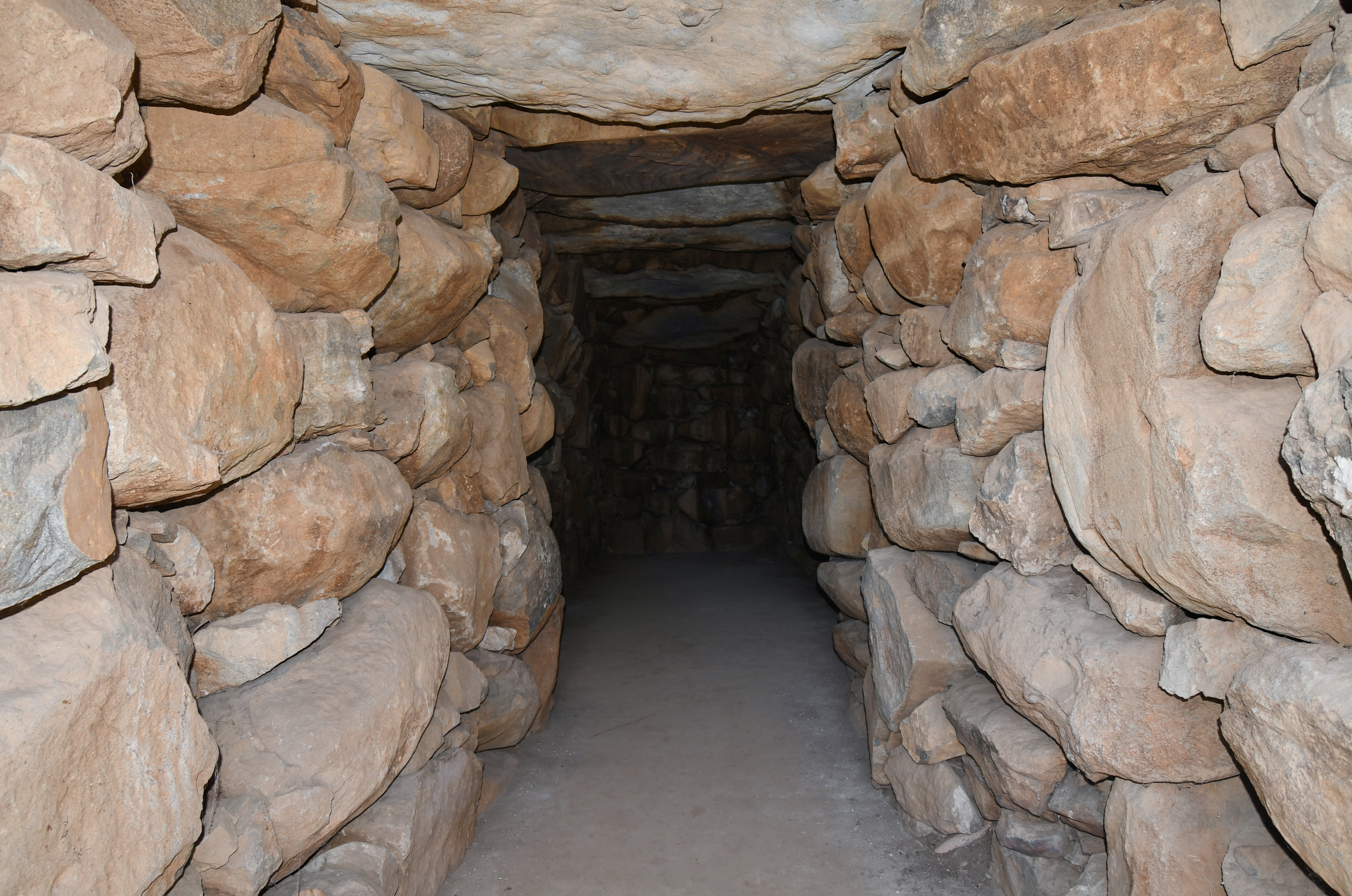
羨道（玄室方向）
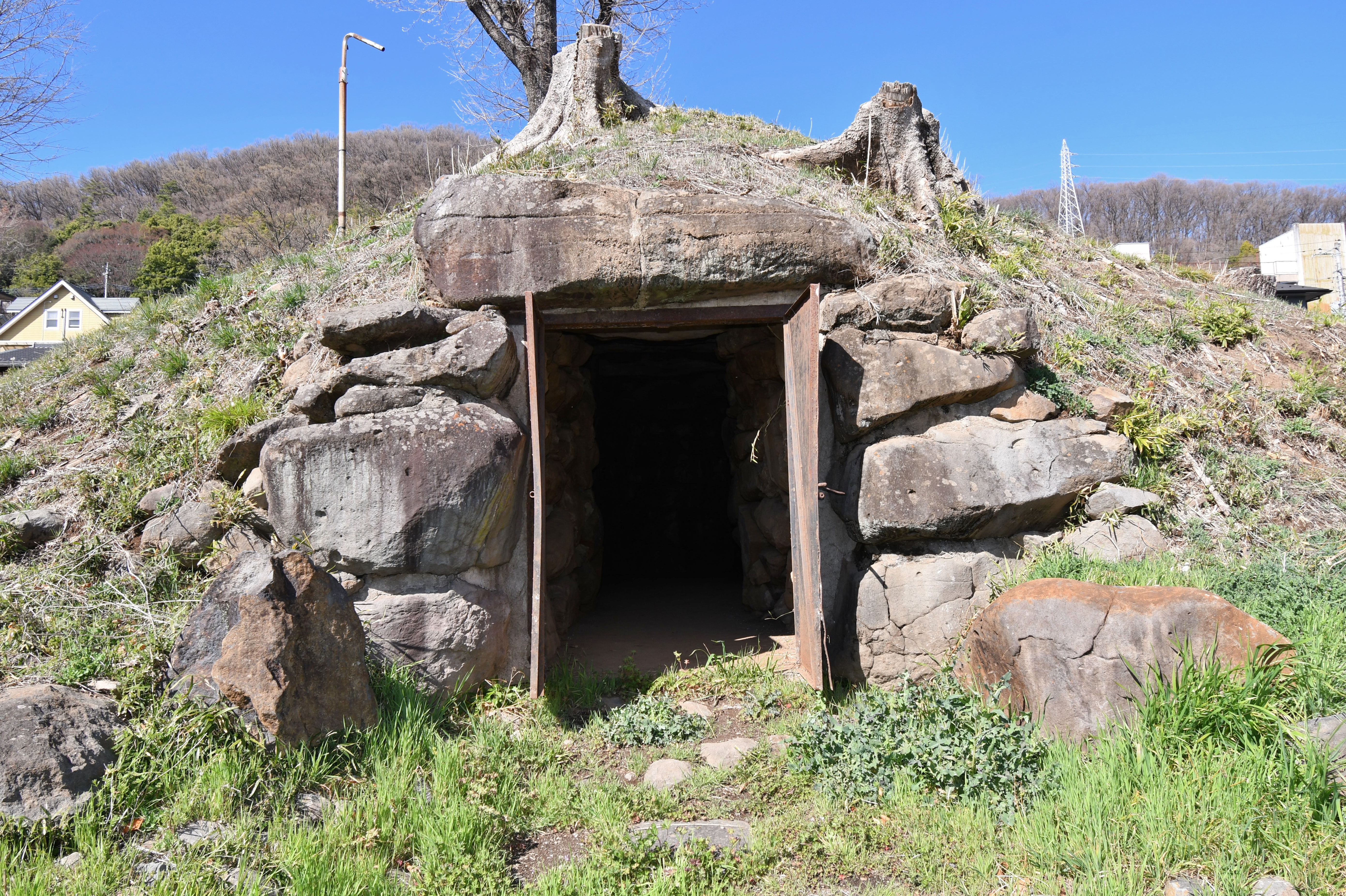
開口部
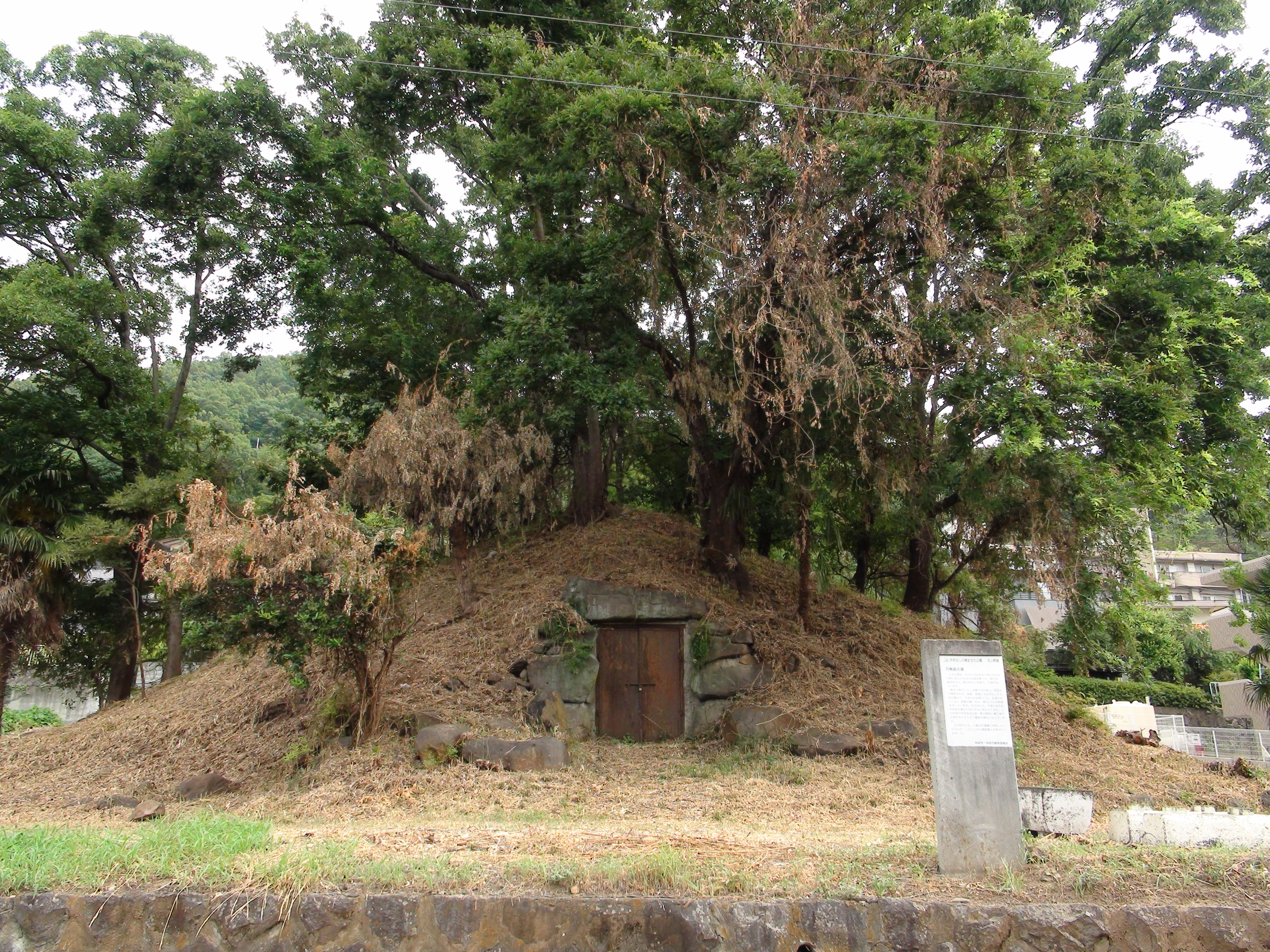
墳丘・石室開口部（2015年）